# Jurij Bilibin
Jurij Aleksandrowicz Bilibin (ros. Юрий Александрович Билибин, ur. 6 maja?/19 maja 1901 w Rostowie, zm. 4 maja 1952 w Leningradzie) – radziecki geolog.

## Życiorys
Urodził się w rodzinie oficera artylerii i nauczycielki. Od 1912 uczył się w szkole realnej w Samarze, a od 1913 w Smoleńsku (do 1918). W 1919 wstąpił ochotniczo do Armii Czerwonej, służył w sztabie 16 Armii, w 1921 został skierowany do Smoleńskiego Zmilitaryzowanego Instytutu Politechnicznego Frontu Zachodniego, następnie studiował w Instytucie Górniczym w Piotrogrodzie. W 1923 zorganizował syberyjską sekcję naukowego studenckiego kółka geologicznego i stanął na jej czele. W 1925 wziął udział w ekspedycji zajmującej się poszukiwaniem rzadkich metali w Chakasji. Po ukończeniu instytutu w 1926 pracował jako geolog w truście Ałdanszołoto, badał regiony północno-wschodniego ZSRR, dotąd słabo poznane. W 1928 zainicjował pierwszą kołymską ekspedycję Geologicznego Komitetu (Geołkomu), odegrał główną rolę w odkryciu złóż złota na północnym wschodzie ZSRR. W 1931 zwrócił się do Rady Pracy i Obrony ZSRR z projektem przemysłowego zagospodarowania Kołymy i wydobywania tam złota; w związku z tym Biuro Polityczne KC WKP(b) na posiedzeniu z 11 listopada 1931 przyjęło projekt "O Kołymie". Dwa dni potem Rada Pracy i Obrony ZSRR przychylając się do pomysłu Bilibina postanowiła o zorganizowaniu państwowego trustu budownictwa drogowego i przemysłowego w rejonie Wysokiej Kołymy nazwanego Dalstrojem, a w 1932 Bilibin został zastępcą szefa sektora technicznego Dalstroju. Po zwolnieniu go z tego stanowiska od stycznia 1934 do 1935 pracował w jakuckim oddziale trustu Zołotorazwiedka, następnie wrócił do Leningradu, gdzie pracował w Instytucie Górniczym. Był również pracownikiem Wszechzwiązkowego Instytutu Geologicznego. W 1938 został włączony w skład komisji NKWD i skierowany do dyspozycji Głównego Zarządu Budownictwa Północy (byłego Dalstroju), od 1938 pracował w zreorganizowanym Geołkomie, w Centralnym Naukowo-Badawczym Instytucie Naukowo-Geologicznym, przemianowanym w 1939 na Wszechzwiązkowy Naukowo-Badawczy Instytut Geologiczny. Podczas wojny z Niemcami zajmował się organizacją przemysłu wydobycia złota jako główny geolog trustu Uzbekzołotoriedmiet i od 1943 trustu Gławzołoto w Moskwie. W 1943 otrzymał tytuł doktora nauk geologiczno-mineralogicznych, 4 grudnia 1946 został członkiem korespondentem Akademii Nauk ZSRR, pracował na Wydziale Geologicznym Leningradzkiego Uniwersytetu Państwowego. W 1946 otrzymał Nagrodę Stalinowską I stopnia i Medal „Za ofiarną pracę w Wielkiej Wojnie Ojczyźnianej 1941–1945”.